# アンデッドアンラック
『アンデッドアンラック』（UNDEAD UNLUCK）は、戸塚慶文による日本の漫画。『週刊少年ジャンプ』（集英社）2019年9号に『アンデッド＋アンラック』のタイトルで読み切りセンターカラーとして掲載された後、2020年8号から2025年9号まで連載された。公式略称は「アンデラ」。
2020年、「次にくるマンガ大賞 2020」にてコミックス部門1位を受賞。2021年6月には「第5回みんなが選ぶTSUTAYAコミック大賞」7位受賞。2022年9月時点で累計発行部数は180万部を突破している。
単行本8巻の帯にはイラストレーターのlack、お笑い芸人のサンシャイン池崎から推薦コメントが寄せられた。単行本9巻の帯にはシナリオライターの奈須きのこから推薦コメント・推薦文が寄せられた。

## ストーリー
8歳の時に両親を含め200名以上を死に追いやってしまった事件から10年間家に引きこもり、長期連載していた少女漫画の完結をきっかけに自殺を決意した少女・出雲風子。風子は生身での接触を行った相手に不運をもたらす「不運（アンラック）」という異能から誰にも触れられないことに苦悩していた。そんな彼女が出会ったのは驚異的な再生能力を持ち、決して死ぬことがない人生を疎んで最高の死を望む「不死（アンデッド）」の男。男は便宜上風子から「アンデッドだから」アンディと名付けられ、行動を共にするようになる。
アンディと風子を追う謎の組織ユニオンの刺客シェンから「組織には能力者10名で構成された特殊チームがあり、メンバー入りすることで追われることはなくなる」と聞かされた二人はアンディの望みである「最高の死」を得るためにユニオンに入団し、数々の敵と世界の謎に対峙していく。

## 登場人物
声の項はテレビアニメ版の声優。

### 主要人物
出雲 風子（いずも ふうこ）
声 - 佳原萌枝
本作の主人公の一人。ニット帽をかぶった少女。18歳。
性格は真面目で大人しいが、時折周囲を驚かすような行動力と心の強さを見せる。能力のせいで美容院に行けないため物語開始当初は長髪だったが、アンディに散髪してもらいショートカットとなった。また、自分の人生に絶望し、諦めているが実際には女の子らしい幸せにも憧れている。
10年前、両親を能力による飛行機事故で死なせてしまう。触れた相手に不運をもたらしてしまうため、誰とも触れ合えない人生に嫌気がさし自殺しようとしたところアンディと出会う。組織入り後の円卓の席次はナンバー9→10→1。
素手や素肌で直接触れたものの「運」を否定し、不運をもたらす不運（UNLUCK/アンラック）の否定者。他対象強制発動型。「長時間、多面積に触れるほど不運が強力になる」ことに加え、「好意を抱くほどに対象に強烈な不運が訪れる」という特性がある。わずかに触れただけでも落ちてきた物が当たる程度の不運を起こし、大きなものであれば交通事故やビルの倒壊、突然の隕石落下など大規模な災害を引き起こすこともある。
アンディとの旅を通して自身の能力である不運を進化させ、肉体的なダメージばかりだった不運から相手の特性に応じた不運を発生させることができるようになった。また、スプリングとの勝負を通じてUMAに対しても直接不運を起こせるようになる。
ルインとシールによる攪乱など様々な要因から次のループへと希望を託すこととなり、ヴィクトルのポイント譲渡を受けて円卓の第1席にランクアップ、正式に組織のボスとなり、ループの権利を得る。その後ラグナロクに際し、ループまでの時間命懸けで神サンを足止めするユニオンとアンダーの否定者たちに感謝を告げて101回目の世界へと旅立つ。
新たなループでは170年以上の年月を準備に費やし、否定者たちの悲劇を回避するために行動する。また、能力の解釈を広げたことで愛着がある道具に不運を付与できるようになり、攻撃手段に利用している。
アンディ
声 - 中村悠一
本作の主人公の一人。髪を逆立て、額に謎のカード状の古代遺物が刺さった筋骨隆々の大柄な男性。胸元に銃弾の傷痕があり、左肩に「DEAD END」、胸には「1865」という数字がタトゥーで刻まれている。アンディという名前は風子が名付けたもので、本名は不明。年齢は本人も把握していないが、最低でも200年以上生きている。口癖は「いいね！ 最高だ！」。
あらゆる死を否定する不死（UNDEAD/アンデッド）の否定者。自己対象強制発動型。自己を死に近づけるあらゆる要因を遠ざける能力であり、いかなる傷を負っても再生し、体がバラバラになってもすぐ復活する。また、勢いよく再生することから衝撃力もあり、それを応用した戦法や小技も使える。しかし、出血を伴わない脱臼や打撲などは死に近づける要素として認識されないため能力で治すことは出来ない。基本的に頭部を中心に再生するため、頭部を頑丈なカプセルなどに閉じ込められると再生ができない。長い人生を終わらせることを目的としており、風子の不運で殺してもらうため、彼女と行動を共にし組織入りする。円卓の席次はナンバー10→9（クローゼスの捕獲によりランクアップ）。
野蛮で粗暴な性格。一方、素直で義理堅く、自分の非を認めた際には率直に謝罪する。また、紳士的な一面もある。肉体の再生はできても服の再生はできないために全裸になることも多いが、露出狂というわけではない。後にUMAクローゼスを従えたことで、いかなるダメージを負っても再生できる服を手に入れた。

戦闘では再生能力を駆使した近接戦闘を得意とする。また、一心が打った「不壊刀（ふえとう）/倶利伽羅（クリカラ）」と呼ばれる日本刀を武器としている。肉体が超スピードで再生する勢いを活かした移動や、切断した部位を超速で再生させて弾丸のように撃ち出す部位弾（パーツバレット）などトリッキーな戦術も用いる。長生きしているため、傭兵経験や剣術、果ては美容師まで様々な職種を体験し、技術を有している。普段は側頭部に刺したカード状の物体で膨大な記憶による発狂を防いでいると語り、カードを抜くと戦闘能力が飛躍的に向上する。
新たなループでは神を倒すための戦力増強のために世界各地を回っており、風子とは別行動を取っている。

### 対未確認現象統制組織"ユニオン（UNION）"
罪無き人々の命を守るため集まった否定者および多数のメンバーにより構成されている組織。否定者とUMAの管理や討伐を行う。否定者相手には非道な手段に出ることもあるが、あくまでも一般市民の安全を守ることを前提としている。

#### 円卓メンバー
ジュイス=ダルク
声 - 伊瀬茉莉也
円卓メンバーのNo.1。軍服風の衣服を着てサーベルを帯刀したロングヘアの女性。ユニオンの創始者。仮面で顔の上半分を隠している。他のメンバーからは「ボス」と呼ばれる。風子の討伐を指示した張本人だが、彼女とアンディが円卓入りしたことで撤回し謝罪した。
世界を「ループ」と神の支配から救うことが悲願。何度もループを経験しており、アンディの別人格であるヴィクトルと深い関係がある。「地球と罪のない人々を守ること」を自分の正義として行動している。
相手の正義を否定し、逆の行動を強制する不正義（UNJUSTICE/アンジャスティス）の否定者。発動には仮面を外すなどの条件がある。「不真実」が相手の手段の否定であるのに対して、「不正義」は相手の目的の否定であると解説されている。
シェン=シアン
声 - 花江夏樹
円卓メンバーのNo.2。中華風の衣服を着ており、中国語を交えた話し方をする筋肉質の好青年。戦闘狂であり、強敵との戦いを何より好む。
「真八極（しんはっきょく）」という流派の中国拳法で戦うほか、古代遺物「如意金箍（にょいきんこ）」や「金斗雲」、師匠であるファンを倒し入手した「随芯鉄幹」を武器とする。『西遊記』の如意棒として有名な伸縮自在の棒であり、掌に収まるサイズから宇宙空間に届くほど長く伸ばすことが可能。
過去にメイという妹がいたが命を落としており、その原因となったかつての師匠を倒すため天下無双を目指している。
相手の真実を否定する不真実（UNTRUTH/アントゥルース）の否定者。他対象強制発動型。視界に入れた対象に、発動時点でとろうとした行動とは逆の行動をとらせることができる。能力の維持に相手を注視する必要があるため、片目ずつウィンクをすることで瞬きを防いでいる。能力発動の条件として「対象を好きになる」必要がある。ある程度以上の好感を抱いていれば対象にできるが、好感度の上下はシビアで、アンディが自身の忠告を無視して派手な行動を起こしただけで能力の対象から外れてしまっている。また思考が早い者にも有効には働かない。
日常生活でも能力が発動してしまうため、風子やアンディ、ムイといった好感を抱いている相手には、能力の対象にならないよう意識的に視線を外している。
ファンとの戦いで致命傷を負うが、自らムイの手にかかって死ぬことで古代遺物「死亡遊戯」を発動させ、彼女を守るキョンシーとして復活した。記憶や人格も元のままだが、一度死んだ扱いになったため否定能力は失っている。
新たなループでは武闘大会・天擂祭を通じて否定能力に目覚め、組織に加入する。不真実発現時の悲劇を回避したことでメイが存命のため、ファンには憎まれ口を叩きつつも比較的良好な関係となっている。
ビリー=アルフレッド
声 - 小山力也
円卓メンバーのNo.3。スーツ姿に上着を羽織り、サングラスをかけた男性。一人称は「ボク」で、柔和で飄々とした雰囲気の人物。元傭兵で、銃を武器にしている。
盲目で、足に着けた拍車の音で周囲を判断するが、タチアナと行動する際は彼女が目の代わりとなるため外している。タチアナの世話をしており、彼女からも慕われている。
組織の登録上は不可信（UNBELIEVABLE/アンビリーバブル）の否定者。「銃限定で、対象に当たる訳がない方向に撃つと跳弾などを経て確実に必中する能力である」とタチアナに説明していた。
その正体はUNDERのボス。100回目の罰がかかったクエストの円卓会議中に突如ユニオンを裏切り、UMAバーンを操って円卓と黙示録を強奪しようとしたが、黙示録は風子に奪還されたためそのまま撤退する。
とぼけた性格は仮の姿で本性は冷徹であり、神を殺すためなら多数の一般人を犠牲にすることも厭わない合理主義者。初めてジュイスと会ってユニオンに加入した時からただの一度も心を許したことはなく、神を殺すためにユニオンを利用していたという。
本来の否定能力は不公平（UNFAIR/アンフェア）。自己対象任意発動型。他者の否定能力をコピーし複数所持することができ、「否定者1人につき能力は一つ」という公平性を否定する。ただしコピーには条件があり、自身を敵対視している否定者の能力しか使えない。裏切り後は必要以上に露悪的な言動をしていたが、これは嫌われることで能力の発動条件を満たすためであり、同時に自分が全ての罪を背負う覚悟からの振る舞いだった。
劇中ではユニオンを裏切ることでその発動条件を満たし、「不死」「不正義」「不停止」「不動」などをコピーした。「不停止」のデメリットである骨折を「不死」で治癒できるなど組み合わせての使用も可能。盲目も「不死」の再生能力で治癒している。しかし、最初から敵対視していなかった風子の「不運」や、後に敵対視をやめたジュイスの「不正義」は使えなくなっている。ループ後は本人の認識の変化によって発動条件が「能力をコピーする対象の強さを認める事」という羨望を軸としたものに変わっている。組織所属時に登録していた不可信は自身の技術による跳弾を能力として申告していた。
新たなループではブロージャ紛争時に組織と接触。風子との一騎打ちを通じてその強さを認め、組織に加入する。
フィル=ホーキンス
円卓メンバーのNo.4。中性的な顔立ちの少年。指をしゃぶるなど子どもらしい仕草をするが、常に無表情。両手両足には義肢に似た古代遺物を装着している。
自身の感覚・感情の発露を否定する不感（UNFEEL/アンフィール） の否定者。能力の恩恵として、体に接触しているだけで精神に異常を来す古代遺物の影響を受けないでいられる。
新たなループでは、某国の人体実験計画の一環として宇宙ステーションで出産され、母親と共に6年間過ごしていた。さらに病気になった際に脳を機械の身体に移植されたため、ロボットのような存在となっている。徐々に人間らしさを失っていく中でも母親を想う感情だけは強く残っていたものの、「不感」を発現し感情を失くす。宇宙ステーションがエイリアンに襲撃されて全滅寸前に陥っていたところを風子達に助けられ、地球に帰還後組織に加入。
タチアナ
声 - 釘宮理恵
円卓メンバーのNo.5。ロシア出身の幼女。前面にレンズ状のハッチがついた、「球（スフィア）」と呼ばれる巨大な球体状のメカにこもったまま行動している。戦闘時には機械のアームを伸ばして攻撃する。アームからはビームのようなものを出せるほか、壊れてもすぐに再生する。
ジーナを「おば様」、ビリーを「ビリー様」と呼んで慕っている。また風子を「初めて出来た女の子の友達」として好意的に見ている。初登場時にはジーナを死なせたアンディに対し激怒して殴りかかったが、ジュイスの能力で止められた。
5歳の誕生日に突然能力を手に入れてしまったことで自分の家とその周囲を粉々に消し飛ばし、両親も圧死する。その後マフィアに捕まり黒競売にかけられていたところを、組織から派遣されたビリーに助けられた過去を持つ。
自分への接触を否定する不可触（UNTOUCHABLE/アンタッチャブル）の否定者。自己対象強制発動型。自分の周囲に「UTエリア」と呼ばれる不可触の空間が常に存在しており、彼女自身以外のものを無条件に消し飛ばしてしまう。エリアは皮膚や髪の毛の上から作られるため衣服も身に着けられないが、口を開けるとエリアに隙間が生じるため食事（チューブを通しての流動食や、細長い食品に限る）はできる。エリアは感情の起伏で変化しており、平常時は数mだが下手に開放すれば町一つ吹き飛びかねないほど。普段はニコが開発した専用アーマー兼拘束具を用いてコントロールしているが、自分の意思で不可触エリアを解放することも可能。
山岡 一心 / 春歌（やまおか いっしん / はるか）
円卓メンバーのNo.6。鎧武者のような巨体の甲冑をまとった人物。無口。兜の口の部分から本体の目が見えることがある。アンディの「不壊刀『倶利伽羅』」や、シェンの「如意金箍」の箍部分の製作者でもある。
本来の姿は長身で筋骨隆々だが気弱な女性。23歳。臆病でクエストにもなかなか参加しない代わりとして、壊れない武器を造り組織に貢献していた。とある時期から鎧に隠れて性別を隠すようになったという。筆談は古風な口調で一人称も「某（それがし）」になるが、普通に会話する場合は女性的な口調になる。
不壊（UNBREAKABLE/アンブレイカブル）の否定者。他対象任意発動型。自分が魂を込めて作った物に「壊れることを否定する」力を付与する能力で、決して壊れない武具を作ることができる。一方で自信や覚悟が足りないと力が解けてしまう。過去に能力が不十分だったため父を死なせたトラウマがあり、鎧など他者を守るものに対しては効果がうまく発揮できない。
本名は山岡春歌。「一心」は鍛冶屋としての一族の襲名となっており、彼女は「十三代目山岡一心」となる。否定能力も一族で継承されている。江戸時代の人物である初代「一心」は不壊の能力で江戸城無血開城に貢献した。
新たなループでは乳児姿で初登場。代わりとして、彼女が成長するまで祖父の十一代目一心が組織に協力することになる。
トップ=ブル=スパークス
声 - 岡本信彦
円卓メンバーのNo.7。髪を逆立てた褐色肌の少年。15歳。非常にせっかちで能動的な性格。
一定以上の速度を出し止まろうとすると停止を否定し、瞬間倍以上の力で押し出される不停止（UNSTOPPABLE/アンストッパブル）の否定者。自己対象強制発動型。それを利用して高速で走ることができるが、止まるためには骨折などで肉体の形状を著しく変化させることで「加速をリセット」する必要がある。
全開戦闘時には専用パワードスーツ「UN-ST TACHYORIZER（アンストッパブル タキオライザー）」を使用する。
ブラジルのファべーラ出身。陸上の強化選手選抜大会で、友達を勝たせるために足を止めようとした時に否定能力が発現し、友人の命を奪ってしまった。その後ジュイスに出会い、「神の顔面を蹴り飛ばす」ためにユニオンに入る。
ニコ=フォーゲイル
声 - 遊佐浩二
円卓メンバーのNo.8。髪をバンダナで逆立て、目に隈がある不気味な笑みを浮かべた男。
凄腕の技術者で、組織が使用する武器や装備の開発を手掛ける。少なくとも50年前からメンバーの一人であり、組織に囚われていたアンディの解剖や拷問を行っていた。組織の中に自身のラボを持ち、娘のミコもそこに所属している。
自身の忘却を否定する不忘（UNFORGETTABLE/アンフォーゲッタブル）の否定者。自己対象強制発動型。あらゆる出来事を忘れることができなくなるため、辛い記憶であっても鮮明なまま記憶されてしまう。また、不忘発現前の記憶は対象外であり、次第に薄れていってしまう。妻・イチコの死の直前に能力が発現し、積み重なる新しい情報に彼女との思い出が塗りつぶされていってしまったため、死に顔しか覚えていない。
飛行する無数の小さな黒い球体「サイコポッドベリーズ」を脳波で操って戦う。遠距離攻撃が主体だが記憶力でシェンの技を再現するなど、近接戦の実力も高い。
ラグナロクが迫る中、UMAゴーストからアンディの霊魂を差し出せばイチコを蘇らせるという取引を持ち掛けられ、組織を裏切ってルインに加担する。ゴーストに連れ去られた風子の魂を取り戻そうとするアンディの前に立ちふさがり、ラボで交戦するが敗れる。直後にゴーストに身体を乗っ取られるが、約束を反故にされた怒りと科学への意地で意識を取り戻し、アンディに自分ごとゴーストを斬らせて死亡する。
新たなループでは、若い頃の姿で登場。否定能力が発現していないためクエストには参加できないが、科学の力で組織のサポートを行う。
重野 力（しげの ちから）
声 - 村瀬歩
円卓に新規に追加されたNo.11のメンバー。気弱な高校生の少年。17歳。言語統一の影響で目立ってしまい、マフィアに拉致されて否定者の黒競売にかけられそうになっていた。そこにやって来たリップらに殺されかけ、更にアンディに助けられた。
かつて自分の否定能力が原因で両親を死なせており、その罪滅ぼしとして自分の能力を人々に役立てるため組織入りする。
自分の手足が動かない間、視界に入るあらゆる物の動きを否定する不動（UNMOVE/アンムーブ）の否定者。人や物はその場で動けなくなり、落下物や銃弾も空中で静止する。会話で口が動いていても能力が発動するが、手足が動くと解除されるため、ビビった身体の震えで能力が発動しない時がある。後にニコが作製した専用ゴーグルで視界内の対象を選んで固定することができるようになり、更にニコが使うものと同じサイコポッドを足場にすることで手足を動かさずに移動することも可能になった。

#### 元円卓メンバー
ボイド=ボルクス
声 - 乃村健次
アンディたちが組織に入る前のメンバー。特殊なスーツを着込んだ大男。元ボクシングヘビー級世界王者。
攻撃の構えを取ることで相手の回避を否定する不可避（UNAVOIDABLE/アンアボイダブル）の否定者。
かつて防衛戦で判定負け寸前となった時に能力が発現し、対戦相手を死傷させた過去を持つ。その後競技が出来なくなったことで業界を去り、酒に溺れヤケになっていた所を組織にスカウトされる。任務に生きがいを感じる反面、性格は粗暴なものに変化してしまい、円卓メンバーとの仲はあまり良好ではなかった模様。
不死・不運の捕獲要員としてシェンと共に任務に参加するも、交戦の末アンディに敗北して戦死し、組織の枠を譲ることになる。
新たなループでは課題で捕獲の指令が下される。上記の防衛線では風子が自身で最後の相手を務め、能力を発現させつつも「不運」を駆使した戦法で死亡事故の悲劇を回避できたことから、風子たちに感謝しボクシングを引退。円卓メンバーのNo.3に座る。上記の悲劇が起こらなかったことから性格が荒れることも無く、他の円卓メンバーとも協力的に行動している。
ジーナ=チェンバー
声 - 悠木碧
アンディたちが組織に入る前のメンバー。ブレザー制服を着たソ連出身の女性。専用武器でもあるベレー帽を所持している。外見は10代の美少女だが、化粧や組織のアンチエイジング技術による若作りであり実年齢は66歳。
少女時代に能力を無意識に発動し、周辺の空気をすべて不変に変えてしまったことで4万人の民間人を窒息死させてしまった過去を持つ。組織の下、生きるために相手を殺す日々に悩み苦しんでいた。その日々の中、実験台にされていたアンディと出会い、彼への恋心を50年以上心の支えとしてきた一途さを持つ。
あらゆる物の形の変化を否定する不変（UNCHANGE/アンチェンジ）の否定者。他対象任意発動型。素手もしくは素足で触れることで能力を発動する。固定した空気を操り不可視のバリアを発現させ、いかなる攻撃も防ぐ。また、空気の「形」の変化を否定することで任意の状態にして操ることができ、主に巨大な手を形作って攻撃に用いる。自分自身の老化を止めるような効果はなく、アンチエイジング技術に加え不変の力で化粧を体の表面に固定することで若々しく見せている。
アンディと風子の連携に敗れ、アンディに看取られながら死亡する。死後の彼女のスーツは風子が受け継いでいる。
新たなループでは、円卓メンバーのNo.2に座っている。風子を通してループ前の自身に起きた出来事を知ったことから、誰よりも風子を想い、力になるために動いている。
イチコ=ネムリ
故人。ニコの妻でミコの母親。過去の円卓メンバー兼ラボメンバー。優れた科学者であり、ニコと共に組織の技術開発を手掛けていた。
自身の睡眠や眠気を否定する不眠（UNSLEEP/アンスリープ）の否定者。自己対象強制発動型。眠らずに活動できるが、睡眠による体力回復もできない。極限の疲労状態でブラックアウトすることでしか休めないため、自分が早死にすることを自覚していた。能力により巨大化する目元の隈を気にしており、長い前髪で目を隠している。
自由気ままな性格で、ルール違反に厳しいニコの反感を買っていたが、科学に対する純粋な想いを認められ共同研究をするようになる。ニコから隈の位置を目の上に変える発明品をプレゼントされたことで彼に好意を抱くようになり、やがて結婚しミコを授かるが、出産の際に命を落とす。
新たなループでは、線路に落ちそうになっていたところを風子に助けられ、組織に入る。古代遺物「魂の口径」を利用して幽体離脱を身に着け、魂の抜けた肉体を睡眠させて健康への負担を減らすことが可能となった。

#### その他構成員
ムイ
声 - 石川由依
シェンの直属の部下。中国服風の出で立ちをした少女。17か18歳。UMAに親を殺されて孤児となっていたところをシェンに拾われ、彼を慕っている。弟が居たが亡くなっている。
シェンのサポートを一手に引き受けている。拳法ではシェンと互角の実力を持つが、否定者ではなく円卓のメンバーには入れないことを悔やんでいた。シェンを守る為に彼の意向を破って多数の古代遺物を使用している。
ファンとの戦いで致命傷を負ったシェンを自らの手で殺害し、古代遺物「死亡遊戯」の力でキョンシーに変えて蘇生させた。同時にシェンが一度死んだことで否定能力が移動し、新たな不真実（UNTRUTH/アントゥルース）の否定者になった。
新たなループではさらに武術に磨きがかかった姿で登場するが、シェンとの関係性はほとんど変わっていない。

#### ニコラボメンバーズ
ミコ=フォーゲイル、ボウ、ザック、バウ、ラング、ポッチョ
声 - 根本京里（ミコ）、山口令悟（ボウ）、柳田淳一（ザック）、野川雅史（バウ）、佐藤悠雅（ラング）、松重慎（ポッチョ）
ニコの部下であり、ニコを所長とする組織のラボで関連する研究や開発を行っている。通称「二コラボメンバーズ」。「理」が改変された場合、記憶を共有する装置のようなものを用いて否定者であるニコに情報共有する。メンバーは他にもいるが、この6人は「まあまあ使える」として紹介されている。
ミコはニコの娘。バウとボウは父子である。

### アンダー（UNDER）
否定者で構成された、ユニオンとは全く別の組織。初期のころはユニオンからは「否定者狩り」と呼ばれており、独自に否定者を襲って勧誘し、意に沿わない相手は殺害している。メンバーは利害の一致によって集まっている。ユニオンとは違い互いの利害関係のみで組織としての形が保たれている。漢字の「不」を逆さにしたような意匠の紋章を身に着けている。
ユニオンよりも戦闘に特化した能力が多かったり戦闘に慣れている者が多くいる。ジュイスは「課題のUMAより危険だ」「世界に復讐しようとしている」と評価し危険視しているほどの組織。
ビリー
アンダーのボス。アンダー内での序列は1席。神殺しのためなら犠牲が出ても気にしないなど冷酷な一面がある。
テラー
口元を布で隠し、背中に機械のようなものを背負っている男性。アンダー内での序列は2席。ビリーの側近。元通信兵で、ビリーとは傭兵時代からの仲間であり、アンダーの最初のメンバー。
能力の関係なのか、直接口頭で会話できず体に繋いだスピーカーのようなものを介して話す。戦闘にも使用している。
不通（UNTELL/アンテル）の否定者。自身の肉体を使ったあらゆる伝達行為を否定する。その効果対象は喋ることだけではなく、モールス信号や徒歩での移動などありとあらゆる伝達行為を妨害し、他者への伝達行為を行おうとすると強制的に肉体が動かなくなる。
新たなループでは、ブロージャ紛争での最中に「不通」が発現。危機的状況で仲間たちへの通信が不可能になり、目の前で仲間を失いそうになるも、風子達によって阻止された。その後はビリー、クリードと共に組織に入った。
クリード=デッカード
声 - 安元洋貴
軍人風の大男。顔の左側に十字の縫い傷がある。主に銃を使用する。アンダー内での序列は3席。「国盗り」を目的としてアンダーに協力している。タチアナとの交戦で左手を失い、以降はガトリングを内蔵した義手を使用している。
自身が武器として認識したものの減少を否定する不減（UNDECREASE/アンディクリース）の否定者。自己対象強制発動型。弾丸や手榴弾を最後の一発まで使い切ることで、何もないところから同じ物を再補充できる。この能力で銃火器を無限に撃つことが可能。ただし「最後まで消費すること」が発動条件であり、爆弾が不発のまま奪われた場合などは能力が発動しない。
新たなループでは軍人としてブロージャ紛争での敵勢力の縮小の任務に就いていたが、途中で「不減」が発現。弾数が減っていないことから任務に非協力的と見なされ、上官から部下ごと見捨てられ自暴自棄になるも、風子達に止められたことで悲劇を回避する。後に上官から与えられた任務は詭弁であり、実際は古代兵器「ディスク」を得るための作戦であったことが判明した際には、自分と部下を助けてくれた風子達に恩を返す形で協力。その後はビリー、テラーと共に組織に入った。
リップ=トリスタン
声 - 梶裕貴
眼帯をつけた金髪の青年。アンダー内での序列は4席。年齢は自称ラトラの1個下くらい。眼帯の傷は昔自身がつけたものであり、眼帯から血が流れ出していることがある。
幼馴染で婚約者であるライラを救うため医者になったが、執刀した手術中に能力が発現して彼女を死なせてしまう。そのため、アークに乗り彼女を生き返らせるためにアンダーに与している。
自分がつけた傷の治癒を否定する不治（UNREPAIR/アンリペア）の否定者。つけた傷の自然治癒と治療行為を否定し、リップ本人が死ぬまで能力は解除されない。不治によって傷を受け、この能力の詳細を知った上で「リップを倒すこと」を目的として攻撃を試みると、それもまた治療行為であると見做して否定してしまう性質を持つ。主な武器はメス。また、義足として古代遺物「走刃脚（ブレードランナー）」を装備しており、蹴りで斬撃を飛ばしたり空中を移動したりすることが可能。
アンディとの戦いで心臓を撃ち抜かれて一度は死亡したが、古代遺物の力により子供の姿になって復活。オータム戦では一時的に風子たちと手を組み、勝利に大きく貢献する。また、安野の協力で大人の姿にも戻ることができた。
神殺しをすでに諦めており、アークを使いラトラとともに次の世界へ行くことを目標にしている。ラグナロクが迫る中、アンディとアークの席を巡って対決するが、敗北。次のループで自身らに起こる悲劇の阻止をアンディに託し、息絶えた。
友才（ゆうさい）
声 - 上坂すみれ
編笠をかぶり薄紫の髪をした年老いた女性。アンダー内での序列は5席。かつてアンディの剣術を指導していた人物。アンディに好意を持っていたが、彼からは不死であることを理由に断られている。
否定能力は不抜（UNDRAW/アンドロー）。他対象の物を抜けなくさせる能力で、スプリング戦では桜の花びらが抜け落ちるのを防いだ。
新たなループでは、若い頃の姿で登場。UMAとの交戦で負けそうになったところを風子に助けられ、組織に入る。得意の居合は能力のため使えなくなっているが、それを差し引いても屈指の高い戦闘能力を持つ。
ファン=クーロン
声 - 森川智之
フードで顔を覆った中国人の武闘家。アンダー内での序列は6席。170-180歳。「真八極」と呼ばれる流派を修め、アンディを遥かに凌駕するほどの中国拳法の達人で、天下無双を追い求めて強者との戦いを好む戦闘狂。古代遺物の収集をしており、武器としても活用する。
発現時からの老いを否定する不老（UNFADE/アンフェード）の否定者。自己対象強制発動型。70歳の時に能力者となるが、強さを極めたいにも関わらず老いた体のままであることが我慢できず若返りの古代遺物を求めており、アンダーにも古代遺物探しを条件として加入していた。当初は老人の姿だったが、リップを蘇生させた際に古代遺物の副作用を利用して若返りに成功し、以降は青年の姿になっている。
かつては自分を越える強者を育てるために孤児だったシェンとメイの面倒を見ていたシェンの武術の師匠。しかし、シェンとメイを殺しあわせようとした上にその死の原因を作り、シェンから深く恨まれることになった。
サマー討伐の際、キョンシーのシェンと不真実が発動したムイの前に敗れ、ユニオンに拘束された。
新たなループでは若い姿で登場する。前回と異なり武術を極めて最強となった全盛期に能力が発現。しかし、自分以外のライバルが皆老いていき、「強者と戦いたい」という願いが満たせなくなっていた。その中で現れた風子と何度も交戦して負けているため、彼女に執着している。
ヒートを捕獲しようとした風子の不運によって呼び出され、ヒートを一撃で戦闘不能にさせた。その後風子と対峙するが敗れ、シェンを育てることを約束させられて撤退する。
番場円陣（ばんば えんじん）
学生服を着崩し、下駄を履いた青年。アンダー内での序列は7席。一人称は「ワシ」で、訛りのある口調で話す。
自身と自身が触れたものの燃焼を否定する不燃（UNBURN/アンバーン）の否定者。いつも煙草を咥えて火をつけようとしているが、能力の影響なのか火がつけられないでいる。
元々は「番華ラーメン」という屋台を経営していたラーメン職人。全ての人に愛される最強の一杯を完成させ、病気の母に食べさせたいと願うが、能力の発現により願いは叶わなくなり、そのまま母を亡くした過去を持つ。
くるる / 来栖 貞子（くるす さだこ）
元アイドルの少女。アンダー内での序列は8席。
否定能力は不貞（UNCHASTE/アンチェイスト）。他対象任意発動型。特定のポーズをとることで相手を魅了できるが、自身に向かって襲いかかってくるようになる。「恋をまだ知らない」または「いかなる物にも揺るがない愛する相手がいる」者には効果が発動しない。能力のせいで公平ではなくなったことに納得できず、アイドルの道を諦めている。アンダーのメンバーの中には神殺しを諦めているものもいるが、上記の経緯もあってか貞子は神殺しに意欲を見せている。
バックス
声 - 木野日菜
ウサギの着ぐるみを着た子どものような人物。アンダー内での序列は9席。性別は女性である様子。幼い口調で話す。リップやラトラに懐いているほか、共闘したことがきっかけで風子とも仲良くなった。仲間には自分を「バニー」と呼ぶように要求している。
不出（UNBACK/アンバック）の否定者。着ぐるみで包み込んだ対象をそこから脱出できなくする拘束型能力の持ち主。また、能力の影響で、自分が着ている着ぐるみは決して脱げないとのこと。
ラトラ=ミラー
声 - 長谷川育美
リップと共に行動している美しい女性。アンダー内での序列は10席。リップより年上。かつてはあらゆる占いを極めた凄腕の占い師だったが、双子の妹であるライラの手術の成功を占った際に能力が発現し、手術を失敗させてしまう。そのため、リップと同様にライラを生き返らせるという目的を持つ。幼馴染のリップを大切に思っているが、自分の気持ちには蓋をしている。
「占いが必ず外れる」という否定能力、不信（UNTRUST/アントラスト）の持ち主。口にしたことと逆の結果が必ず起きるため、限定的に未来を予測できる。能力の応用なのか、自身が認知している攻撃の軌道を変えることも可能。
ショーン・ダッツ
声 - 白石兼斗
元ギャングの青年。序列は不明。
不可視（UNSEEN/アンシーン）の否定者。自己対象強制発動型。両目を閉じると自分の体と、自分の所有物と認識している物が見えなくなる。組織のクエスト対象になっていたが、UNDERに妨害、確保されてしまう。リップに拷問されて従うよう強制され、UNDERに加入する。加入後は額に第三の目を移植しており、否定能力のデメリットを踏み倒していた。
本来の歴史ではオータム戦で風子を暗殺してしまうはずだったが、安野の尽力で回避され、逆にアンディの攻撃で敗死した。
新たなループでは、ギャングをしていたところを風子たちによって捕獲され、組織に入る。元々は父と同じく俳優志望であったが、オーディション時に否定能力が発現。瞬きをしただけでも画面から消えてしまうという事実から夢を諦めざるを得なくなり、荒れた生活の末にギャングになった。初めは戦闘の途中で逃げようとするなど非協力的であったが、風子たちの行動に感化され、組織の一員として成長していく。のちに両目を閉じた状態で「信頼した相手」と手を繋いだ状態だと仲間も同じく見えなくする、意識し集中することで自身の「体重」をも見えなくするなど応用を効かせることが出来る様になった。
カイン
巨大なシャチのようなUMAで、リップやラトラの指笛に従っている。口の中に仲間を収納し、海を泳いで運ぶことができる。アンダーのアジトを建物ごと収納して泳ぐことができ、本拠地が特定されることを防いでいる。一日に一度だけ息継ぎのため海面に浮上する。
アンダーが所有する潜水艦をUMAの仲間だと思い懐いている。
バーン
声 - 綿貫竜之介
火を全身にまとった巨人のようなUMA。自身の生みの親の神に会いたいという心からアンダーに協力している。

### その他否定者
ヴィクトル
声 - 中村悠一
アンディが額のカードを抜くと発現する別人格。シェンにはかつて幾多もの戦場に勝利をもたらした「戦勝の神（ヴィクトール）」と認識されているが本人は神と称されることを嫌っている。「不死」の否定者のオリジナルの人格であり、アンディによって乗っ取られている体の主導権を取り戻そうとしていた。
アンディと比較して冷徹で好戦的な性格。組織の面々と対峙した際にはいい面子だと評価していた。またジュイスとは過去のループを長らく共に戦った仲で、強い恋愛感情と友情を抱いている。
アンディより戦闘力・再生力が遥かに高く、戦闘の際には自身の血液を凝固させ刃のようにして攻撃するなど、不死を応用した様々な能力や技を使う。
安野雲（あんのうん）
声 - 内山夕実
風子の好きな漫画「君に伝われ」の作者。ジャージ姿に金髪の中性的な見た目の男性。なぜか未来を知っており、神殺しのため密かに裏で暗躍していた。古代遺物「Gライナー」を使用し、ペン先で宙に描いたものを具現化させる。
九能明（くのうあきら）
漫画家。安野雲は彼がGライナーを使って産み出した分身である。
不明（UNKNOWN/アンノウン）の否定者。自己対象強制発動型。自身の存在や行動が一切他者に認識されなくなり、自身の行動で起こった外的変化も他の生物に認識されなくなる。そのため他人に触れようとしても自分の身体がすり抜けてしまう。
小学生のころ、Gライナーを拾いそのループにおける否定者の戦いの物語全てを知るが、同時に不明の否定者となってしまう。誰にも認識されなくなる苦しみの中、アンディたち否定者たちの物語を支えにして生きていた。能力により通常の社会生活を送ることができず、盗み食いをしたり他人のものを無断で使用するなどで密かに暮らしていた。その中で九能明としてではなく、漫画家「安野雲」として作ったものであれば他人に認識してもらえることを発見し、覆面漫画家としてデビューし『君に伝われ』を描いていた。その際に、アンディたちのために未来を変えようとして漫画の中に未来の情報を紛れ込ませていた。
不均衡の否定者
建築家。ビリーがコピーした能力としてのみ登場。不均衡（UNBALANCE/アンバランス）の否定者。他対象任意発動型。触れた建造物の均衡を否定し、不自然に傾けたり倒壊させてしまう。ビリーは都市を大きな建物とみなすことで本人以上に能力を使いこなしており、周辺の地形を変えることもできる。
ルイン
胸に太陽のタトゥーのような紋様がある痩せた男。調整により送り込まれた刺客らしく、シールによれば「否定者の王になる者」。
アンディに執着しており、風子を襲って致命傷を負わせるなど敵対する。「神」に心酔しており、自分たちは選ばれた存在だと自負している。
不滅（UNRUIN/アンルイン）の否定者。詳細は不明だが、アンディの不死同様に致命傷を負ってもすぐに体が復活する。一方でループを越える力はないことからビリーに不死の下位互換と罵倒され、激怒していた。
UMA「血（ブラッド）」「影（シャドー）」と常に共にあり、三位一体で行動が可能。
ルーシー
風子を探す旅の道中でアンディが出会った少女。
自分の肉体のあらゆる健康を否定する不健康（UNHEALTHY/アンヘルシー）の否定者。自己対象強制発動型。大病こそ患っていないが度重なる風邪の影響で喘息気味になってしまっている。
病弱で外に出れなかったため、ピーターパンのように外を飛び回りたいと日々想像していた。UMAゴーストの追加で魂の概念が生まれた際、強い想像力がきっかけとなって幽体離脱が可能になり、それがシールに一泡吹かせるきっかけとなった。
十一代目山岡一心
山岡春歌の祖父。不壊（UNBREAKABLE/アンブレイカブル）の否定者。
新たなループでは風子に自身の孫の未来を宣告され、それを阻止するために組織に入る。
除津 健二（よけづ けんじ）
埼玉県在住の98歳の男性。
新たなループにおける不可避（UNAVOIDABLE/アンアボイダブル）の否定者。能力を活用し、福引で一等の玉の当選を確定させていた。彼の死去によって「不可避」がボイドに移った。

### その他の人物
涼（りょう）
声 - 駒田航
力と同じ高校に通う友人。仲間思いの気の良い性格だったが、力の組織入りの際には記憶を消去されてしまった。
メイ
シェンの2歳年下の妹。暴力が嫌いな心優しい性格の持ち主だが、兄が自分を守る為に喧嘩に明け暮れていることを理解して我慢していた。シェンが自衛の為に武術を教えたことで才能が開花し、自分も兄を守る為に修行を行う。しかしファンの企みに利用されて崖から突き落とされ、救おうとするシェンの手を掴んだ際に彼に不真実が発現、自ら手を放してしまい命を落とした。　
新たなループでは不真実の悲劇が起きなかったため存命であり、優れた戦闘力も見せている。
ライラ
声 - 市ノ瀬加那
ラトラの双子の妹でリップの恋人。リップとは家が近所の幼馴染。幼少期から心臓に疾患を抱えており、余命10年足らずと宣告されていた。リップが医療、ラトラが占いで彼女の命を救おうと試みたが、互いに否定能力が目覚めた事で失敗し、2人にたくさんの人を救って欲しいと言い遺して帰らぬ人となった。2人の生き方を自分の存在が決めてしまったことに若干の負い目を感じていた。
リップのイヤリングは元は彼がライラに送った物で、彼女の亡き後形見として使っている。

## UMA（ユーマ）
作中の世界に登場するモンスター。
効果範囲に入ったものに対し無差別にルールを課し、人々に危害をおよぼす。「理」と深い関係があることが示唆されている。神によって産み出される存在だが、産みの親には会ったこともなく、ただ「人間を苦しめる」という命令に従って行動している。
組織はこれらを討伐・捕獲することを使命としている。
大本であるUMAと、UMAが能力で生み出したり人間が姿を変えられたりして生まれたものに分けられ、後者は「ジュニア」と呼称される。ジュニアから別の人間へとルールが伝播される場合もある。現時点でジュニアになった人間を元に戻す手段は存在せず、一部の好事家からペットとして好まれるため、黒競売で取引されることも少なくない。
「概念（コンセプト）系UMA」と「現象（フェノメノン）系UMA」の二種類に分類される。スポイルの談によれば、概念系UMAは神のお気に入りで、現象系UMAを下に見ているらしい。
体内に存在するコアを破壊しUMAを討伐するとそのUMAが司る理は即座に世界から消滅して世界改変が生じるため、地形・気候の変化など世界全体に影響を及ぼすこととなる。
ムーブ
声 - 山本祥太
ユニオンが管理しているUMAの一体。サイコロ状の顔が特徴。気まぐれな性格だが、ワープホールを作り出して別の場所に移動させることができ、ユニオンの移動手段に利用される。
クローゼス
声 - 福島潤
服のUMA。人の体に取り憑き、その人間が最も欲している服に変化する。対象がその服を気に入ると体の自由を奪うことができる。
組織に囚われていたところを脱走。その後、アンディに言いくるめられ、彼の最も望む服を実現するために取り憑くようになる。風子には「クロちゃん」と呼ばれている。毛玉が好き。
スポイル
腐敗のUMA。縄張りに入った人間に問答無用でカウントダウンを課し、腹に刻まれたタイマーが0になった瞬間にゾンビに変えてしまう。フェーズ2の状態になると、有機物無機物ともに分解するレーザーを放てるようになり、近づくだけで腐らせる状態になる。
アメリカ西部の田舎「ロンギング」に突如現れて人々をゾンビ化させていたが、組織との戦いに敗れ捕獲される。その後、ジュイスに脅され彼女に協力することになる。
ギャラクシー
銀河のUMA。全身に星が投影された魔人のような姿。
黙示録によるクエスト失敗の罰として追加され、世界に「銀河」の理を産み出した。ギャラクシー追加に伴い曜日や月と太陽以外の各種天体、宇宙人の概念も生まれ異星からの侵略者も出現したが、ジュイスに撃退されて以降は宇宙人からの接触は一切途絶えたとされている。
バーン
全身が燃えている巨人のUMA。クエストでジュイスたちに倒され捕獲される。
後にアンダーに連れられユニオン本部を強襲する。自分の産みの親である神たる存在を一目見るためアンダーに荷担している。「ヴァ」「ゴアア」など鳴き声のような言葉しか発さない。
レボリューション
公転のUMA。100回目のクエストに失敗するとペナルティとして追加される。
後に四季UMAクエストの全達成によってペナルティを回避したが、四季のうち3つの理が消滅したことで世界の均衡が崩れ、結果的にレボリューション追加時と似た現象が発生してしまい、地球はゆっくりと螺旋軌道を描きながら太陽目がけて衝突すべく動き出してしまう。これにより気温上昇や時間の流れの加速も発生している。
インフォメーション
数十年前の課題で捕獲の指令が下されたUMA。報酬は「現存する古代遺物のどれかに過去未来の情報を一度だけ付与」。その対象となったのが、九能明が所持していたGライナーであり、不明が発現するきっかけとなってしまった。
ゴースト
霊のUMA。ツギハギだらけの巨大な幽霊。オータム捕獲の報酬として世界に追加された。
「霊魂」の概念が産まれたことで死の定義が書き代わり、肉体が死亡しても霊体が存在するようになった。ルインに荷担し、霊体となった風子をさらって逃走する。
サースト
渇きのUMA。ミイラのような風貌。UMAの蔓延る森に侵入したアンディに襲い掛かるがあっさりとアンディに討伐された。
インセクト
虫のUMA。ムカデやトンボ、クワガタなど色々な虫が混ざったような巨大な怪物。UMAの蔓延る森に侵入したアンディに襲い掛かるがあっさりとアンディに討伐された。
グラビティ、スライス、マグマ
UMAの森に侵入したアンディに3体がかりで襲い掛かったUMA達。アンディを見下していたが、アンディの「死重葬（デッドカルデッド）」の前に為す術なく敗北・討伐された。
シール
封印のUMA。ルイン同様胸に太陽のマークが描かれており、外見は全身に札や帯を巻き付けたミイラ男のような奇怪な風貌。神により生み出された調整者（レギュレーター）であり、「UMAの王」を標榜する傲慢で残忍な性格。
全身に巻かれた札を自在に伸ばして否定者やUMAを取り込む力を持つ。取り込んだ者の能力は自在に使うことができる。吸収したUMAは「ジュエル」「スプラッシュ」「ボム」。
魂となったアンディに翻弄されて取り逃がしてしまっており、ラグナロクでは1コマ目にてファンに倒されているかのような描写がある。
ヒート
ジーナの故郷を襲ったUMA。触れるものを無差別に燃やしてサンを喜ばせようとしたがループした風子の「凶弾44年もの」を受け敗北した。
季節（シーズン）
春夏秋冬の四季の名前を持つUMA。オータムのみ捕獲、他の三体は討伐の指令が下される。クエストに人数制限がなく、ユニオン外の人員も参加可能など特殊な扱いのUMAとなっている。4体同時に出た際のクエストの罰は「UMA公転の追加」。
全員が概念系UMA達で構成されている。
スプリング
春のUMA。傘を持った鬼のような姿。東京のタワー上部に佇んでいる。サイコロなど古代遺物を多数所持している。作中でのスプリングのセリフは全て五七五調の韻文になっている。領域内で桜の花びらに触れるか30分経過した人間を桜に変えてしまう能力を持つ。
大昔、桜を見てくれる人間に興味を持ち、仲良くなるために人間の遊びを覚えたが気味悪がられてしまっていた。その折、初代の一心、鉄舟と出会い遊びと言葉を覚え、服を貰う。しかしある時UMAの本性が目覚め、村の人間と鉄舟の命を奪ってしまう。その時に鉄舟と「いつか本気で遊んでくれる粋な人間と出会うまで生きる」という約束をし、長い時を過ごしていた。
クエストで古代遺物を使った遊戯で風子と勝負するが、上記の事から人との戦いを躊躇していたため、「神」によって暴走されられてしまう。フェーズ3になると巨大化し、人間だけでなく建造物も桜化できるようになる。
無数の桜の木による攻撃を行うも、ユニオンとアンダーの共闘でコア状態で引き剥がされ不運による丁半博打に敗北、最後は風子や一心たちに見守られながら消滅した。
サマー
夏のUMA。台湾で発見された、虫のような姿をした小型UMA。多数存在しており、火薬を食らうことで大きく成長する。
フェーズ2になると大きな竜の姿になる。四季UMAの中でも一番の攻撃力を誇る。腹のウロコ全てがが核となっており全て同時に破壊しないと再生し続ける特性を持ち、過去のループではサマーを討伐できたことはなかったという。
サマーが討伐されると寒暖のバランスが崩れ、世界中が極寒の異常気象になってしまう。ファンの妨害によってフェーズ2まで羽化してしまうが、成長を遂げた組織の協力により討伐された。
オータム
声 - 斉藤貴美子
秋のUMA。巨大な蜘蛛のような姿で、カナダのスタンレーパークをテリトリーにしている。
「人の人生を喰らうUMA」と言われ、爪で攻撃した者の体を本に変え、それを読むことを好む。読まれた後の人間はオータムによって食べられてしまう。アンディの攻撃を正面から受けても傷一つつかないほどの防御力を持つ。小蜘蛛たちと合体することでフェーズ2となると、女性のような姿と口調になる。安野の人生を賭した策とアンディやリップたちの共闘により捕獲された。
新たなループでは、課題で討伐の指令が下される。フェーズ2になる前に、覚醒したジーナによって討伐された。
ウィンター
冬のUMA。巨大な氷塊のような姿。極寒のアララト山に鎮座しており、ビリーに監視されている。
サマーが討伐されて夏の概念が失われたことで冬が活性化し、全世界に極寒の異常気象を起こして急速な地球の寒冷化による人類滅亡の危機を誘発した。風子とアンダーの取引の結果、バーンにより討伐される。

### 上位十理
ループする度に世界に刻まれて絶対に消えることのない理である「絶対理」（マスタールール）のUMAの中でも最初期に追加され、かつ黙示録から「最強」と称される10体のUMA達。全員が人間と変わらない姿を持ち、普段は太陽の中にある異空間「マスタールーム」の円卓に着座しているが、課題で選ばれることによって地球への干渉が可能となる。

ソウル
第一席。魂のUMA。見た目は端正な顔立ちをした青年。 この世界で最初に生まれた理で、UMAの中で唯一ルナによって作られた。指先から特大のビームを放つ「魂道(ソウルロード)」という技を使う。 過去に上位十理と渡り合ってきた不正義の能力を危険視している。
デス
第二席。死のUMA。シスターの姿をした女性の姿。巨大な鎌を武器にしており、骸骨のようなジュニアは触れたものに死をもたらす。
チェンジ
第三席。変化のUMA。DNAのらせん構造のような髪型の女性の姿。
短気な性格で、口が悪い。物体を強制的に変化させる能力を持つ。
ラック
第四席。運のUMA。頭部に光輪を浮かべた少年の姿。
ジャスティス
第五席。正義のUMA。甲冑を着た騎士の姿。能力は不明だが、不正義でなければ完全な攻略は不可能とされる。
ウォー
第六席。戦争のUMA。葉巻をくわえ、軍服を着た大男風の姿。顔の半分は焼けただれ、骸骨のようになっている。近代兵器を召喚し攻撃する「殺戮兵器共(ジェノサイドウェポンズ)」という技を持つ。
タイム
第七席。時間のUMA。シルクハットを被った紳士風の老人のような姿。フェイズ3になると姿が若返る。脳と魂にタイムラグをつける「時差(タイムディフェンス)」という技を持つ。
ランゲージ
第八席。言語のUMA。バベルの塔のような帽子をかぶった少女のような姿。
前回のループではニコに単独で討伐されており、ニコへのリターンマッチに執着している。風子たちがビーストと戦っている最中にユニオン本部を強襲し、ニコにしりとりに使われた単語が具現化する「全言語死理取り」を仕掛ける。
ビースト
第九席。獣のUMA。獣の毛皮をかぶった男性の姿。
魂の鎖で獣を繋ぎ止め、しもべにして操ることができる。また、口にした獣や否定者の能力をコピーし、自身のものとすることができる。フェーズ3になると、古代生物を復活させ自在に操ったり、操る生物にコピーした能力を付与できるようになる。
シック
第十席。病気のUMA。
フェーズ2の姿は長髪の優男といった風貌。人類を見下す一方で音楽を好み、特にクラシック音楽を嗜好している。
高い再生力を持つだけでなく、音符に似た黒い球体から棘を伸ばし、刺した人間に病気を発症させることができる。

## 神
世界を創造した2柱の神。
「UMAと人類のどちらが勝つか」というゲームを行っており、世界をゲーム盤に見立てて本作における様々な存在や概念を生み出し、否定者や人類に悲劇を齎し続けている人類の敵として描かれている。
神側の視点ではUMAはNPC、否定者はプレイヤーのような扱いとされている。
サン
この世の創造主にしてUMAを生み、理(ルール)を定め、この世の全てを作り出した神。この世界における太陽そのものであり、ジュイス曰く「この世を肯定する者」。
途方もない大きさの巨大な黒い人影のような姿をしており、全身の至るところからマグマが吹き出している。ラグナロクの始まりとともに太陽から現れ、アークを攻撃し、最終的に地球を破壊しそのループを終わらせる。
クエストや報酬に一喜一憂し足掻き苦しむ否定者達を眺めて嘲笑い楽しむ悪辣な性格を見せる一方で、UMAが司る理のリソース管理を行っていることを仄めかす言動をとっており、アンディが無暗にUMAを討伐し続け理を消し続けた際には苛立ちから「調整（レギュレーション）」を発動している。
ルナ
この世を作り出したもう一人の神。月そのものであり、人にサンを倒させるために古代遺物を産み出した。
月面にある円卓でカップで飲み物を飲んでいる等身大サイズのシルエットで描かれる。ジュイスの取引に応じ、風子とアンディをタイムリープさせるなど超越的な力をもつ。人間の側に肩入れしているものの、玩具として弄んで見世物を楽しんでいるような言動を見せるため風子に激怒されている。

## 古代遺物（アーティファクト）
古代の遺跡などから発掘される遺物。超常的な力を持つ。組織はこれらを収集・管理しており、武器として用いることもある。
正体は神の片割れであるルナが人類の手でサンを打倒させるべく自らの手で作成した武器で、それぞれが超常的な力を持つが使用時に重いデメリットを使用者に強いるものも多い。
それぞれの古代遺物はループの記憶を持っており触れることで映像として見ることができるが、脳に負担がかかり発狂してしまう危険がある。フィルは自身の能力によって発狂することを防いでいる。
方舟（アーク）
ジュイスが所有している古代遺物。乗り込むことで次のループへ行くことができる。
その正体はユニオンで用いる円卓そのもの。起動条件は「ラグナロクが発動し、かつ必要なポイントを所有している否定者が第一席に座っていること」。そのため第一席の者にしか使用権限はなく、起動のためには「獲得した席数×1分」のエネルギーチャージの時間が必要。また、使用者は肉体の加齢が停止するが、アークを使用する度に次のループでの出現時代は遅くなる。
黙示録（アポカリプス）
声 - 杉田智和
この地球で最初に発見された本の形をした古代遺物。話すことができる。口がとても悪い。ジュイスはこの本の向こう側に神がいると推測している。円卓強奪の際、奪われそうになるが風子により奪還された。
今までのループの記憶を内包しており、他の古代遺物とは比べ物にならない量の映像を任意で見せることができる。
また黙示録と一緒に101個の穴が開いた石板も発見されており、罰を受ける度に穴が1つづつ埋まり続ける。
ディスク
巨大なUFOのような古代遺物。空を自由に飛び、ステルス機能の他大出力のビームも発射できる。ジーナがバイカル湖のUMA調査のため運用した以外にも101回目のループではこのディスクをめぐって国家間の争いがおこった。
金斗雲（きんとうん）
雲の形をした空を飛べる古代遺物。乗れば自由に高速で移動できる。もともとはユニオンの所有物で現在はシェンが所有、使用している。心の清い人しか乗ることができない。
如意金箍（にょいきんこ）
シェンが使用している古代遺物。西遊記に出てくる如意棒そのもの。伸縮自在の棒で手のひらに収まるサイズから宇宙空間に届くほどの長さまで伸ばすこともできる他、太さを変えたり湾曲させることも可能。大きな変化は使用者に相応の負担がかかる。
託す者（エントラスター）
フィルが四肢に身に着けている古代遺物。これまで使用した者の感情を力に変えることができるが、代償として感情を全て吸い尽くされてしまうため「不感」の否定者以外が使うと廃人と化す。レーザービームのようなものが撃てたり、岩のような装甲に変形することなどができる。
黒斗雲（こくとうん）
ファンが所有する金斗雲とよく似た古代遺物。
随心鉄捍（ずいしんてっかん）
如意金箍と対をなす古代遺物。4つの変形と対応する奥義が存在し、ヌンチャクにして攻撃を受けたり、龍の形の炎をまとわせ相手に放つなどの攻撃が可能。当初はファンが所有していたがサマー討伐後シェンに譲渡された。
死亡遊戯（しぼうゆうぎ）
数珠の形をした古代遺物。使用者は、他人を殺すことでその遺体をキョンシーに変えて自身に使役させる。キョンシーにはある程度の意思があるが、「使用者を守る」「使用者の命令には絶対に従う」という2つのルールが課される。
元はファンが所有していたが、致命傷を負ったシェンを復活させるためにアンディが奪いムイの手に渡った。
Gライナー
安野雲が使用しているGペン型の古代遺物。空中で描いたものを具現化させる。ただし、同じものは1つまでしか具現化できない。
クエストの報酬としてそのループにおける過去と未来の情報が込められていた。手にしたものは未来を知ることができる。安野が未来を知っていたのはこのため。
魂の口径（ソウルキャリバー）
安野雲が使用している古代遺物。人から魂を抜き取って器物に封じ込めることができる。球体状の形をしており、安野雲の左胸に埋め込まれている。
ライフ・イズ・ストレンジ
他者の年齢を操作できる古代遺物。老化させようとすれば自分は操作した年齢の10倍老いることになり、反対に若返らせようとすれば自分は操作した年齢の10倍若返ることになる。リップが黒競売から盗み出したものの一つであり、リップの生き返りやファンの若返りはこの古代遺物を用いて行われた。
D2100（ダイバー2100）
アンダーが保有する潜水艦型古代遺物。水中のUMAを探知できるレーダーや魚雷を搭載しているが、魚雷を撃ち切った場合使用者の寿命を10年支払う代償がある。
猿翁十種其ノ五 独楽（えんおうじゅっしゅそのご コマ）
スプリング所有の独楽型の古代遺物。否定者の魂を独楽に封じて勝負させることができ、独楽には対象となった否定者の能力が反映される。
プレイヤーは独楽の動きをプレイヤーの意志通りに強制させるか自由にさせるかを選べるが、勝負中に独楽が破壊された場合独楽にされた否定者も死ぬ。
光不賽（こうふさい）
スプリング所有の古代遺物。互いに自分の命と同価値またはそれ以上のものを賭け金とし、両者が合意した場合に発動できる。
2つのサイコロを振る丁半博打を行い、勝てば敗者が賭けたものを奪い取れる。
リメンバー
アンディの頭に刺さっている記憶を司るカード型の古代遺物。用途は表と裏の二種類あるが、一ループにつき片面一度しか使えない。表を選ぶと前ループの記憶を引き継ぐことができ、裏を選ぶと記憶を失う。
三種の心器（さんしゅのじんぎ）
神に届きうる3つの最上位古代遺物（スペリオルアーティファクト）の総称。いずれも強力な効果を持つが、入手難易度は著しく高い。
リベリオン
UMAパストの捕獲報酬として所在が明かされた古代遺物。黙示録同様意志がある。
武器に取り憑かせることで使用でき、その威力は使用者の復讐心によって強まる。しかし、代償として使用者の命を喰らわせる必要がある。
イージス
UMAスプリングの討伐報酬として所在が明かされた古代遺物。かつてのループで神の攻撃を防いだ無敵の盾で、深海で数千年眠っていたにも関わらずサビ一つない。ただし2020年まで課題をクリアし続け、地球を保たせないと発見することは不可能な代物。
ラグナロクの際にサンの攻撃を幾度も防いだが、最終的に破壊された。
ジハート
他2つと異なりジュイスは一度も発見することができなかったため、風子は101周目のループで初めて入手可能になる代物だと予測している。

## 用語
否定者（ひていしゃ）
特定の「理」を否定することで超人的な能力を得たり様々な事象を引き起こす超能力『否定能力（ひていのうりょく）』を持つ者たちの総称。能力者とも。
能力の名前は基本的に不○○（アン×××）と表現される。世を乱す存在とされ、組織からは捕獲・討伐対象になっている。「神」とされる何らかの超越的な存在によってある日突然能力を授けられることで能力者になる。多くの場合発現は本人によって最悪のタイミングとなっており、親しい者を死なせる、生き甲斐を失うなどの悲劇が起きる。能力者が死ぬと保有していた否定能力は他の誰かに移動する。
否定能力の発動には細かな条件があり、それぞれ否定者ごとに異なる。否定者同士の戦いの場合、相手のルールを見極めその穴を突く形で攻略することが求められる。
大別すると自分を対象とする「自己対象」と自分以外を対象とする「他対象」に分けられる。また、否定者の任意で発動できるものと条件を満たすと強制的に発動するものがある。否定能力のルールは否定者本人の認識によって左右され、能力が成長/進化することもある。
対未確認現象統制組織"ユニオン（UNION）"
否定者や古代遺物、UMAを討伐・管理する秘密組織。単に組織（ユニオン）とも。アルファベットのUとNを組み合わせた意匠のエンブレムを持つ。戦闘員や研究員など、多くの職員が所属している。否定者やUMAによって被害が生じた場合、民間人の保護や記憶の抹消、情報統制なども行っている。
否定者10人で構成されたチームが存在し、「円卓」と呼ばれる。否定者は円卓メンバーに加わることで、組織に尽力することを条件に追跡対象から除外される。メンバーには席次が存在し、業績を挙げることでポイントが加算され変動する。メンバーの死亡以外には基本的に欠員が出ることはない。円卓メンバーには揃いのスーツ、言語翻訳機能がついたネクタイ、クエスト参加に必要な証（エンブレム）が支給される。
100番目の理が追加されると「ラグナロク」が起こるとされ、地球は滅亡してしまう。そのため、黙示録が提示する課題をこなし、世界に理が追加されるのを防ぐことを組織の最大の目的としている。
アンダー（UNDER）
ユニオンの敵対組織。世界征服を事実上の目標としている。ユニオン同様、円卓のメンバーとなる11人の否定者で構成されている。メンバーはそれぞれ独自の目的を持っているため互いの信頼関係のみによって組織としての形が保たれている。
すべては否定者と神殺しのためでありそのためならどんな犠牲もいとわない。
理（ルール）
作中の世界に存在する「理」。もともと地球には存在せず後に「足された」ものであり、2巻時点で既に99のルールが足されている。組織の面々が何もしなければ3ヵ月に一度「理」は増える。「性別（セックス）」「言語（ランゲージ）」「人種（レイス）」「死（デス）」「病気（シック）」などは本来この世界には存在せず、後に足された「理」の一例であるという。
現実世界には存在するルールでもこの世界には存在しないものがあり、例えば作中の世界には当初「太陽と月以外の天体」やそれに伴って星にまつわる「神話や曜日の概念」が無かったが、UMA「銀河(ギャラクシー)」の追加によって世界にルールが足された。
報酬として「理」が改変されることもあり、UMAランゲージの討伐報酬として「全世界言語統一」がなされた。これにより作中の世界では否定者以外の言語と文明が改変されて、全人類の言語が英語に統一されるという変化が起きている。
絶対理（マスタールール）
人類がラグナロクで敗北する度に選ばれる「消えることのない理」。絶対理に選ばれたUMAの司る概念は新たなループ開始段階で既に存在しているものとして扱われる。
黙示録（アポカリプス）
この世界で最初に発見された古代遺物。表紙に顔がある本の姿をしており、言葉を話すが口は悪く性格も悪辣。
円卓に10人の否定者が着席すると開き、複数の「課題（クエスト）」を提示する。それぞれ特定の否定者・UMAを討伐または捕獲することが課題として提示され、達成すると「新たな否定者・UMA・古代遺物の所在」「理の改変」などの報酬が得られる。ただし、定められた期限までに達成できなければ新たなUMAが解き放たれるなどのペナルティが課される。課題に参加可能なのは円卓のメンバーのみであり、課題ごとに人数も定められている。
提示された課題はパスすることもできるが、代償として円卓の間の外の世界の時間が1年進んでしまう。
ジュイスは本の向こうにこの世界に理を強いる「創造主（神）」がいると捉えており、課題をクリアして力をつけ、いつかその創造主を殺すことを目的としている。
黙示録が開く条件は円卓の席が全て埋まることである。
RAGUNAROK（ラグナロク）
黙示録と一緒に発見された石板における101つ目の最後の罰で、正体は否定者とサンの最終決戦を意味する言葉。人類が敗北すれば地球は滅亡を迎えてしまう。「最終戦争」とも称される。
ループを行うためにはラグナロクの際、円卓が破壊されることを防ぎながら起動までの時間を稼ぐ必要がある。
ループ
「ラグナロク」を迎えて地球が滅ぶと起きる現象。地球が一旦粉々になった後にまた集まって再生し、再び以前のような地球が産まれる。人々も以前のループと同じような人物像で産まれるが、細部に違いが生じることもある。
古代遺物「アーク」を使用した者は次のループに到達できるほか、「不死」によって死なないヴィクトルも地球の崩壊と再生を乗り越えることができる。
遥か前からループは幾度となく繰り返されており、ジュイスはこのループから地球を解放するためユニオンを組織した。ジュイスはラグナロクが起きるたびに「アーク」で次のループに渡り、否定者を集めて神に対抗しようと戦い続けている。
風子が能力で呼び寄せていた隕石は、前回以前のループの名残で残っていた地球の破片。
ヴィクトルによると厳密には「新しくできた地球へワープする未来行き限定のタイムワープ」。不死以外のループ者は人類が生存可能な状態になった時代がスタートポイントとなるが、ループを繰り返す度にスタート地点はズレていく。初期だとジュラ紀がスタート地点であったが、101回目だとループ先の時間は1800年代頃になってしまった。不死の場合は新たな地球が完成するまでの間は宇宙空間の真空の中だけでなく、地球創成期の灼熱の環境下で生きることを強いられる。
ポイント
ループを行うために必要な得点。クエストの達成やUMAの討伐・捕獲を行う度に溜まっていくが人類が知覚することはできない。
ポイントが不足している者はループを行うことはできない。そして他の否定者へのポイントの譲渡も可能な他、自らのポイントの消費を条件にルナとサンにある程度の要求を行うこともできる。
『君に伝われ』
風子の愛読書。作中では「君伝（きみつた）」と称されることもある。作者は安野雲。恋愛漫画で、全101巻。
調整（レギュレーション）
課題とは無関係に大量のUMAを勝手に討伐したことに怒ったサンによりアンディへと課せられた制裁。劇中ではUMAシールが送り込まれた。他にも否定者のルインが調整の一環で送り込まれている。
調整役として送り込まれた者は「場を荒らしたプレイヤーや役目を果たさないUMAの制裁・強化」が任務として与えられており、バランスを整えてサンを迎え入れることを目的としている。

## 書誌情報

### 漫画
- 戸塚慶文 『アンデッドアンラック』 集英社〈ジャンプ コミックス〉、全27巻
  1. 「不死と不運」2020年4月8日発行（4月3日発売[16][17]）、ISBN 978-4-08-882310-2
  2. 「我々は否定する」2020年6月9日発行（6月4日発売[18]）、ISBN 978-4-08-882330-0
  3. 「俺が死ぬまで治らない」2020年9月9日発行（9月4日発売[19]）、ISBN 978-4-08-882404-8
  4. 「Revolution」2020年12月9日発行（12月4日発売[20]）、ISBN 978-4-08-882472-7
  5. 「忘れなければ」2021年3月9日発行（3月4日発売[21]）、ISBN 978-4-08-882549-6
  6. 「君に伝われ」2021年5月5日発行（4月30日発売[22][23]）、ISBN 978-4-08-882596-0
  7. 「鉄山靠」2021年7月7日発行（7月2日発売[24]）、ISBN 978-4-08-882713-1
  8. 「行ってくる」2021年10月9日発行（10月4日発売[25]）、ISBN 978-4-08-882796-4
  9. 「好きって」2021年12月8日発行（12月3日発売[26]）、ISBN 978-4-08-882874-9
  10. 「心にかけて」2022年3月9日発行（3月4日発売[27]）、ISBN 978-4-08-883035-3
  11. 「死季」2022年5月7日発行（5月2日発売[28]）、ISBN 978-4-08-883096-4
  12. 「リスタート」2022年7月9日発行（7月4日発売[29]）、ISBN 978-4-08-883162-6
  13. 「R.I.P.」2022年9月7日発行（9月2日発売[30]）、ISBN 978-4-08-883228-9
  14. 「アンディ」2022年12月7日発行（12月2日発売[31]）、ISBN 978-4-08-883386-6
  15. 「LOOP〜Time to Go〜」2023年2月8日発行（2023年2月3日発売[32][33]）、ISBN 978-4-08-883425-2
  16. 「私が知ってるあなたなら」2023年5月7日発行（2023年5月2日発売[34]）、ISBN 978-4-08-883491-7
  17. 「Horizon」2023年7月9日発行（2023年7月4日発売[35]）、ISBN 978-4-08-883565-5
  18. 「Welcome to Earth」2023年10月9日発行（2023年10月4日発売[36]）、ISBN 978-4-08-883664-5
  19. 「馬鹿息子」2023年12月9日発行（2023年12月4日発売[37]）、ISBN 978-4-08-883786-4
  20. 「動けたんだ」2024年2月7日発行（2024年2月2日発売[38]）、ISBN 978-4-08-883816-8
  21. 「一分」2024年5月7日発行（2024年5月2日発売[39]）、ISBN 978-4-08-884020-8
  22. 「Beast」2024年8月7日発行（2024年8月2日発売[40]）、ISBN 978-4-08-884130-4
  23. 「Language」2024年10月9日発行（2024年10月4日発売[41]）、ISBN 978-4-08-884208-0
  24. 「約束」2025年1月4日発売[42]、ISBN 978-4-08-884390-2
  25. 「RAGNARØK」2025年2月4日発売[43]、ISBN 978-4-08-884393-3
  26. 「Re member」2025年4月4日発売[44]、ISBN 978-4-08-884411-4
  27. 「死と運」2025年4月4日発売[45]、ISBN 978-4-08-884412-1

### 小説
- 原作：戸塚慶文 / 小説：平林佐和子  集英社〈ジャンプ ジェイ ブックス〉
  - 『アンデッドアンラック 不揃いなユニオンの日常』 、2023年2月3日発売[32][46]、ISBN 978-4-08-703528-5
  - 『アンデッドアンラック ロマンチックな否定者の休日』 、2023年10月4日発売[47]、ISBN 978-4-08-703538-4
  - 『アンデッドアンラック 否定者たちのアオハルな高校生活』 、2025年4月4日発売[48]、ISBN 978-4-08-703557-5

## テレビアニメ
2023年10月から2024年3月まで毎日放送・TBS系列『スーパーアニメイズム』枠ほかにて連続2クールで放送された。ナレーションは内山夕実。

### スタッフ
- 原作 - 戸塚慶文[51]
- 監督 - 八瀬祐樹[51]
- シリーズ構成 - 蓜島岳斗[52]
- キャラクターデザイン - 守岡英行[52]
- UMAデザイン・キーアニメーター - 三輪和宏[52]
- メインアニメーター - 大梶博之、佐藤浩一[52]
- 色彩設計 - 水野愛子[52]
- 美術設定 - 黒沢守[52]
- 美術監督 - 渡辺佳人[52]、小川友佳子
- 撮影監督 - サイトウタカオ[52]
- CGディレクター - 高野慎也[52]
- VFXスーパーバイザー - 大橋遼[52]
- 編集 - 廣瀬清志[52]
- 音響監督 - 明田川仁[52]
- 音響効果 - 小山恭正
- 音楽 - 末廣健一郎[51]
- 音楽プロデューサー - 西山由希子
- 企画プロデューサー - 長谷川良太、藤尾明史
- プロデューサー - 友部将大、佐藤奏太、亀井博司
- アニメーションプロデューサー - 下田迅人
- アニメーション制作 - david production[51]
- 企画プロデュース - UNLIMITED PRODUCE by TMS[51]
- 製作 - アンデッドアンラック製作委員会

### 主題歌
「01」
女王蜂による第1クールのオープニングテーマ。作詞・作曲は薔薇園アヴ、編曲は女王蜂と塚田耕司。
「know me...」
八木海莉による第1クールのエンディングテーマ。作詞・作曲は八木海莉、編曲は八木海莉と益田トッシュ。
「ラブコール」
シユイによる第2クールのオープニングテーマ。作詞・作曲はDECO*27。
「この愛に敵うもんはない」
OKAMOTO'Sによる第2クールのエンディングテーマ。作詞はオカモトショウ、作曲はオカモトショウとオカモトコウキ、編曲はOKAMOTO'S。

### 各話リスト
| 話数 | サブタイトル           | 脚本     | 絵コンテ                 | 演出              | 作画監督 | 総作画監督                              | 初放送日       |
| ---- | ---------------------- | -------- | ------------------------ | ----------------- | --- | --------------------------------------- | -------------- |
| 001  | 不死と不運             | 蓜島岳斗 | 八瀬祐樹                 | 八瀬祐樹          | 守岡英行 石本峻一 福岡ゆう 徳田夢之介                                                                                      | 守岡英行                                | 2023年 10月7日 |
| 002  | UNION                  | 蓜島岳斗 | 無田真                   | 京極竜矢          | 福岡ゆう 柴田和紀 吉岡佳宏 山澤純玲 守岡英行 徳田夢之介                                                                    | 守岡英行 石本峻一 徳田夢之介            | 10月14日       |
| 003  | 私の不運の使い方       | 蓜島岳斗 | 黒沢守                   | 長田伸二          | 石本峻一 松尾優 眞壁智之 豊島英太 守岡英行                                                                                 | 守岡英行 石本峻一 徳田夢之介            | 10月21日       |
| 004  | 変わる私は好きですか？ | 蓜島岳斗 | 戸澤俊太郎               | 戸澤俊太郎        | 菅原裕幸 柴田和紀 河野美由紀 吉岡佳宏 福岡ゆう 守岡英行 徳田夢之介                                                         | 守岡英行 石本峻一 徳田夢之介            | 10月28日       |
| 005  | 我々は否定する         | 蓜島岳斗 | 京極竜矢                 | 京極竜矢          | 飯田清貴 平良哲朗 久保茉莉子 眞壁智之 守岡英行 石本峻一                                                                    | 守岡英行 石本峻一 徳田夢之介            | 11月4日        |
| 006  | SPOIL                  | 蓜島岳斗 | 長田伸二                 | 長田伸二          | 米本えり 久保茉莉子 福岡優 吉岡佳宏 豊島英太 徳田夢之介                                                                    | 守岡英行 石本峻一 徳田夢之介            | 11月11日       |
| 007  | Dream                  | 蓜島岳斗 | 中村哲治                 | 實歳準也          | 石本峻一 柴田和紀 眞壁智之 平良哲朗 米本えり 福岡ゆう 守岡英行                                                             | 守岡英行 石本峻一 徳田夢之介            | 11月18日       |
| 008  | Victhor                | 蓜島岳斗 | 黒沢守                   | 中山勝一          | 飯田清貴 久保茉莉子 米本えり 張益 吉岡佳宏 柴田和紀 守岡英行 徳田夢之介                                                    | 守岡英行 石本峻一 徳田夢之介            | 11月25日       |
| 009  | Return                 | 蓜島岳斗 | 八瀬祐樹 戸澤俊太郎      | 戸澤俊太郎        | 守岡英行 石本峻一 CHA MYOUNG JUN 柴田和紀 平良哲朗 米本えり 菅原裕幸                                                       | 守岡英行 石本峻一 徳田夢之介            | 12月2日        |
| 010  | Result                 | 亜田井   | 京極竜矢                 | 京極竜矢          | 福岡ゆう 久保茉莉子 宝谷幸稔 岡崎耕太郎 守岡英行 徳田夢之介                                                                | 守岡英行 石本峻一 徳田夢之介            | 12月9日        |
| 011  | Rio de Janeiro         | 蓜島岳斗 | 菅原尚                   | 菅原尚            | 宇都宮将史 福岡ゆう 飯田清貴 柴田和紀 久保茉莉子 米本えり 宝谷幸稔 石本峻一                                                | 守岡英行 石本峻一 徳田夢之介            | 12月16日       |
| 012  | Activate               | 蓜島岳斗 | 中村哲治                 | 實歳準也          | 徳田夢之介 吉岡佳宏 CHA MYOUNG JUN 柴田和紀 岡崎耕太郎 平良哲朗 米本えり 菅原裕幸 守岡英行 上海樊特姆動画 無錫極速蝸牛動畫 | 守岡英行 石本峻一 徳田夢之介            | 12月23日       |
| 013  | Татьяна                | 蓜島岳斗 | 長田伸二 京極竜矢 黒沢守 | 長田伸二          | 三浦春樹 糸井恵 飯田清貴 久保茉莉子 SHIN HYUNG WOO 村谷貴志 糸島雅彦 米本えり 上海樊特姆動画 守岡英行                      | 守岡英行 石本峻一 徳田夢之介            | 2024年 1月6日  |
| 014  | 紅蓮弾                 | 蓜島岳斗 | 黒沢守                   | 京極竜矢          | 守岡英行 石本峻一 久保茉莉子 CHA MYOUNG JUN 福岡ゆう 村谷貴志 上海樊特姆動画                                               | 守岡英行 石本峻一 徳田夢之介            | 1月13日        |
| 015  | UNDER                  | 亜田井   | 中山勝一                 | 中山勝一          | 張益 柴田和紀 福岡ゆう 平良哲朗 菅原裕幸 CHA MYOUNG JUN 吉岡佳宏 大森理恵 守岡英行                                         | 守岡英行 石本峻一 徳田夢之介 宇都宮将史 | 1月20日        |
| 016  | Revolution             | 蓜島岳斗 | 吉田泰三                 | 久保山英一        | 宇都宮将史 米本えり 村谷貴志 柴田和紀 平良哲朗 久保茉莉子 守岡英行 RA CRAFT Grand Guerrilla 上海樊特姆動画                 | 守岡英行 石本峻一 徳田夢之介 宇都宮将史 | 1月27日        |
| 017  | OUTSMART               | 蓜島岳斗 | 川畑喬                   | 菅原尚            | 守岡英行 石本峻一 吉岡佳宏 CHA MYOUNG JUN 菅原裕幸 村谷貴志 米本えり 飯田清貴 柴田和紀                                     | 守岡英行 石本峻一 徳田夢之介 宇都宮将史 | 2月3日         |
| 018  | Cry For The Moon       | 亜田井   | 京極竜矢                 | 京極竜矢          | 福岡ゆう 工藤ゆき 高澤美佳 服部憲知 しまだひであき                                                                         | 守岡英行 石本峻一 徳田夢之介 宇都宮将史 | 2月10日        |
| 019  | あんでっど＋あんらっく | 亜田井   | 藤本ジ郎                 | 藤本ジ郎          | 粕川みゆき 鎌田均 工藤ゆき 久保茉莉子 桜井木の実 平良哲朗 服部憲知 石本峻一 RA CRAFT Grand Guerrilla 天界                  | 守岡英行 石本峻一 徳田夢之介 宇都宮将史 | 2月17日        |
| 020  | 安野雲                 | 亜田井   | 黒沢守                   | 京極竜矢 菅原尚   | 銀さん 米本えり 久保茉莉子 高澤美佳 柴田和紀 村谷貴志 石本峻一 宇都宮将史 石川健太郎 守岡英行                              | 守岡英行 石本峻一 徳田夢之介 宇都宮将史 | 2月24日        |
| 021  | MEMENTO Mori           | 亜田井   | 黒沢守                   | 戸澤俊太郎        | 工藤ゆき 飯田清貴 服部憲知 海老澤舞子 平良哲朗 吉岡佳宏 金内恵美里 守岡英行 石本峻一 RA CRAFT Grand Guerrilla 天界         | 守岡英行 石本峻一 徳田夢之介 宇都宮将史 | 3月2日         |
| 022  | profile                | 蓜島岳斗 | 中山勝一                 | 中山勝一          | 福岡ゆう 久保茉莉子 吉岡佳宏 宝谷幸稔 張益 柴田和紀 菅原裕幸 豊島英太 石川健太郎 荒井久磨 守岡英行                         | 守岡英行 石本峻一 徳田夢之介 宇都宮将史 | 3月9日         |
| 023  | ボクの知らない物語     | 蓜島岳斗 | 森本育朗                 | 菅原尚 久保山英一 | 飯田清貴 平良哲朗 服部憲知 柴田和紀 工藤ゆき 高澤美佳 村谷貴志 米本えり 守岡英行 RA CRAFT Grand Guerrilla 天界             | 守岡英行 石本峻一 徳田夢之介 宇都宮将史 | 3月16日        |
| 024  | 君に伝われ             | 蓜島岳斗 | 黒沢守 京極竜矢 八瀬祐樹 | 京極竜矢          | 石本峻一 守岡英行 宇都宮将史 久保茉莉子 宝谷幸稔 福岡ゆう 柴田和紀 高澤美佳 工藤ゆき RA CRAFT 天界                         | 守岡英行 石本峻一 徳田夢之介 宇都宮将史 | 3月23日        |

### 放送局
| 放送期間                      | 放送時間                     | 放送局        | 対象地域 | 備考                                                   |
| ----------------------------- | ---------------------------- | ------------- | -------- | ------------------------------------------------------ |
| 2023年10月7日 - 2024年3月23日 | 土曜 1:23 - 1:53（金曜深夜） | TBS系列全28局 | 日本国内 | 字幕放送 / 連動データ放送 / 『スーパーアニメイズム』枠 |
| 2024年1月30日 - 7月23日       | 火曜 19:00 - 19:30           | アニマックス  | 日本全域 | BS/CS放送 / リピート放送あり                           |
| 2024年2月5日 - 6月24日        | 月曜 23:30 - 火曜 0:00       | BS日テレ      | 日本全域 | BS放送 / 『アニメにむちゅ〜』枠                        |

| 配信開始日    | 配信時間                          | 配信サイト |
| ------------- | --------------------------------- | --- |
| 2023年10月7日 | 土曜 2:00（金曜深夜） 更新        | ニコニコチャンネル |
|               | 土曜 2:00（金曜深夜）以降順次更新 | アニメ放題 ABEMAビデオ FOD MBS動画イズム クランクイン!ビデオ J:COM STREAM auスマートパスプレミアム DMM TV TELASA dアニメストア （本店・ニコニコ支店・for Prime Video） Netflix HAPPY!動画 バンダイチャンネル ビデオマーケット ビデックスJP Hulu Amazon Prime Video ふらっと動画 music.jp milplus U-NEXT Lemino |
|               | 土曜 3:10 - 3:40（金曜深夜）      | ABEMA |
|               | 土曜 21:00 - 21:30                | ニコニコ生放送 |

### BD / DVD
| 巻     | 発売日        | 収録話          | 規格品番   | 規格品番   |
| 巻     | 発売日        | 収録話          | BD         | DVD        |
| ------ | ------------- | --------------- | ---------- | ---------- |
| BOX I  | 2024年3月27日 | 第1話 - 第14話  | VPXY-72060 | VPBY-14219 |
| BOX II | 2024年6月26日 | 第15話 - 第24話 | VPXY-72061 | VPBY-14220 |

### コラボレーション
かっぱ寿司
2023年10月19日から、本作とのコラボキャンペーンが実施された。第1弾はアプリ会員限定で限定パスケースを全5種の中から1つプレゼントされた。第2弾（11月2日 - ）はオリジナルステッカー付きの限定メニューが提供された。全5種から、対象商品1皿ごとにランダムで1枚プレゼントされた。上記と同時に、かっぱ寿司公式Xをフォローしかつリポストするとオリジナル寿司皿が抽選で20名にプレゼントされるキャンペーンも実施された。店内では期間限定で風子によるアナウンスも放送された。
| 毎日放送制作・TBS系列 スーパーアニメイズム→スーパーアニメイズムTURBO | 毎日放送制作・TBS系列 スーパーアニメイズム→スーパーアニメイズムTURBO                         | 毎日放送制作・TBS系列 スーパーアニメイズム→スーパーアニメイズムTURBO                                                   |
| 前番組                                                               | 番組名                                                                                       | 次番組 |
| -------------------------------------------------------------------- | -------------------------------------------------------------------------------------------- | --- |
| 彼女、お借りします（第3期）                                          | アンデッドアンラック - ※ここまで土曜 1:23 - 1:53（金曜深夜）で放送                           | WIND BREAKER Season 1 - ※ここから『スーパーアニメイズムTURBO』に枠名変更 - ※ここから金曜 0:26 - 0:56（木曜深夜）で放送 |
| 毎日放送 土曜 1:23 - 1:53（金曜深夜）                                |                                                                                              | |
| 彼女、お借りします（第3期） （2023年7月8日 - 9月30日）               | アンデッドアンラック （2023年10月7日 - 2024年3月23日） - ※ここまで『スーパーアニメイズム』枠 | マツコの知らない世界（再放送） - ※0:43 - 1:53 - ※TBSテレビ制作、ここからローカルセールスのバラエティ番組               |
| TBSテレビ 土曜 1:23 - 1:53（金曜深夜）                               |                                                                                              | |
| 彼女、お借りします（第3期） （2023年7月8日 - 9月30日）               | アンデッドアンラック （2023年10月7日 - 2024年3月23日） - ※ここまで『スーパーアニメイズム』枠 | OAを見た後に…語らナイト （2024年4月20日 - 9月28日） - ※日曜 1:28 - 1:58（土曜深夜）に移動して継続                      |

### アンデッドアンラック Winter編
先述のテレビアニメに続く新作として、2024年8月1日に制作が発表された。2025年冬に1時間スペシャルで展開予定。

#### スタッフ（Winter編）
- 原作 - 戸塚慶文『アンデッドアンラック』[66]
- 監督・絵コンテ・演出 - 朴性厚[66]
- 脚本 - 蓜島岳斗[66]
- キャラクターデザイン - 守岡英行[66]、石本峻一[66]
- UMAデザイン - 三輪和宏[66]
- プロップデザイン - 雪駄[66]
- 美術監督 - ルガル・ヤン[66]
- 色彩設計 - 水野愛子[66]
- 撮影監督 - サイトウタカオ[66]
- 3Dディレクター - 菅友彦[66]
- 編集 - 廣瀬清志[66]
- 音楽 - 末廣健一郎[66]
- 音響監督 - 明田川仁[66]
- 企画プロデュース - UNLIMITED PRODUCE by TMS[66]
- 開発協力 - david production[66]
- アニメーション制作 - E&H production[66]